# Église Saint-Gilles de Levainville
L’église Saint-Gilles est  située à Levainville dans le département français d'Eure-et-Loir, en région Centre-Val de Loire.

## Histoire
Jusqu'en 1536, la chapelle Notre-Dame-de-Lorette, fondée par Georges Cochefilet, seigneur de Levainville, était le lieu de culte du bourg, et dépendait de la paroisse de Bleury. À cette date, Jeanne d'Angest, veuve de Georges Cochefilet, obtint de l'évêque de Chartres, la transformation de la chapelle en église paroissiale, qui prit le vocable de Saint-Gilles.

## Rattachement
L'église fait partie de la paroisse « Bienheureuse Marie Poussepin » qui est rattachée au diocèse de Chartres.

## Architecture
L'église construite en moellon mesure environ 20 mètres  de long sur 8,5 mètres de large ; la nef est longue de 12,5 mètres .
Au-dessus du portail, on distingue les traces des écussons de la famille de Cochefilet, tandis que la clé de voûte est ornée des instruments de la Passion.

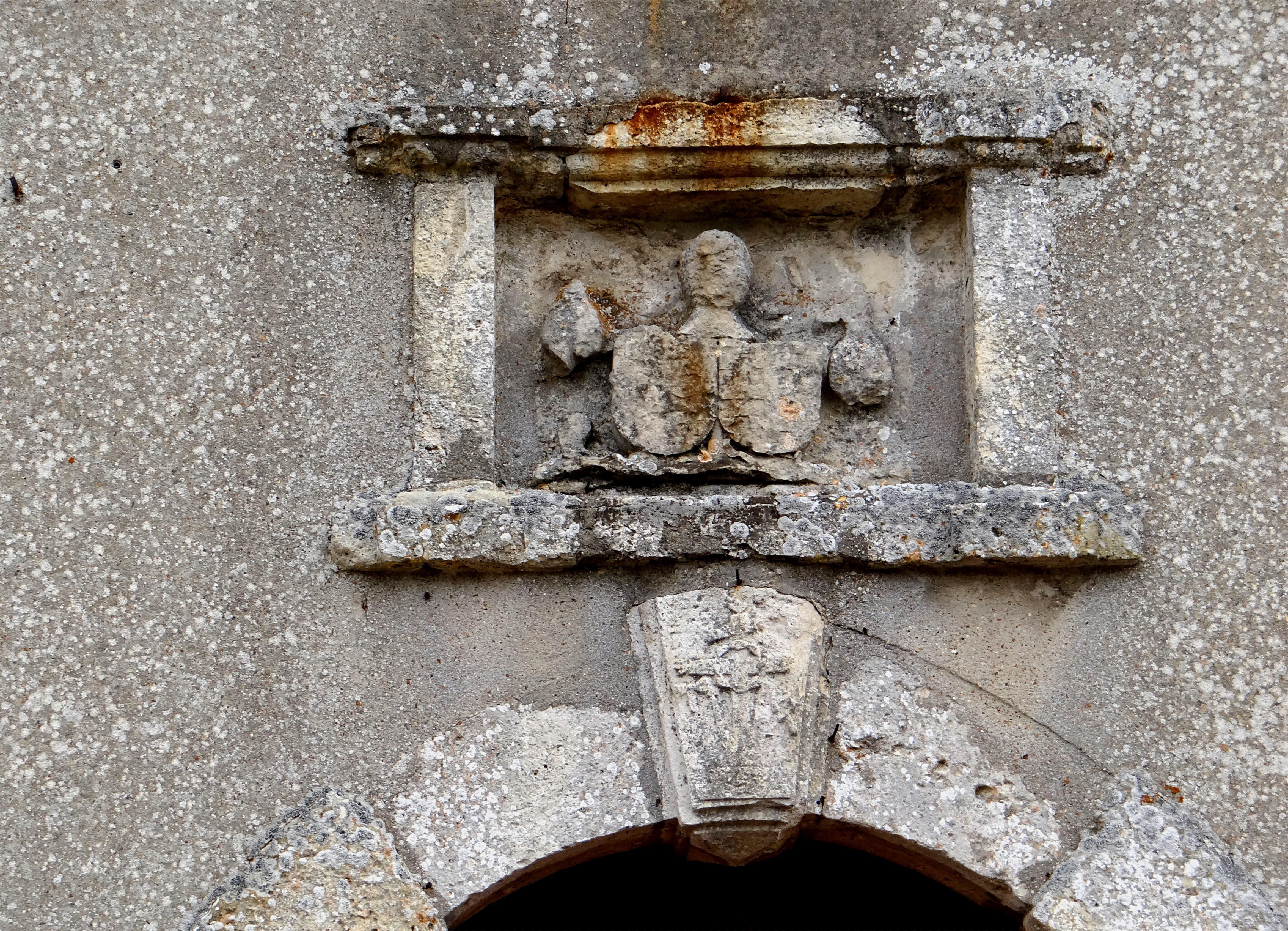
Écussons de la famille de Cochefilet au-dessus de la porte principale ; sur la clef de voûte : les instruments de la Passion.

Le transept, à gauche du chœur, se trouve sur l'ancienne chapelle seigneuriale.
La sacristie, bâtiment irrégulier attenant au nord-ouest du chœur et au transept, date du XIXe siècle. 
La toiture, actuellement en ardoise, était à l'origine recouverte de tuiles, ainsi que le petit clocher.

## Vitraux  et mobilier
Les vitraux datent de 1894. Ils ont remplacé les originaux en verre ordinaire, posés en petits losanges sur des châssis de plomb. Ils sont signés du peintre verrier Charles Lorin, fils de Nicolas Lorin. Le vitrail de la chapelle seigneuriale  représente la Vierge et celui du chœur, Saint-Gilles, une biche à ses pieds.
Le maître-autel et son retable, ainsi que le retable de l’autel latéral, datent du XVIIIe siècle.  
Une croix surmonte le portique en bois s’ouvrant sur le transept et le chœur,  suivie d’un lustre  d’époque Empire.
Enfin, près de la chaire en bois, sur le côté droit de la nef, sont placés les fonts baptismaux.

## La chapelle seigneuriale

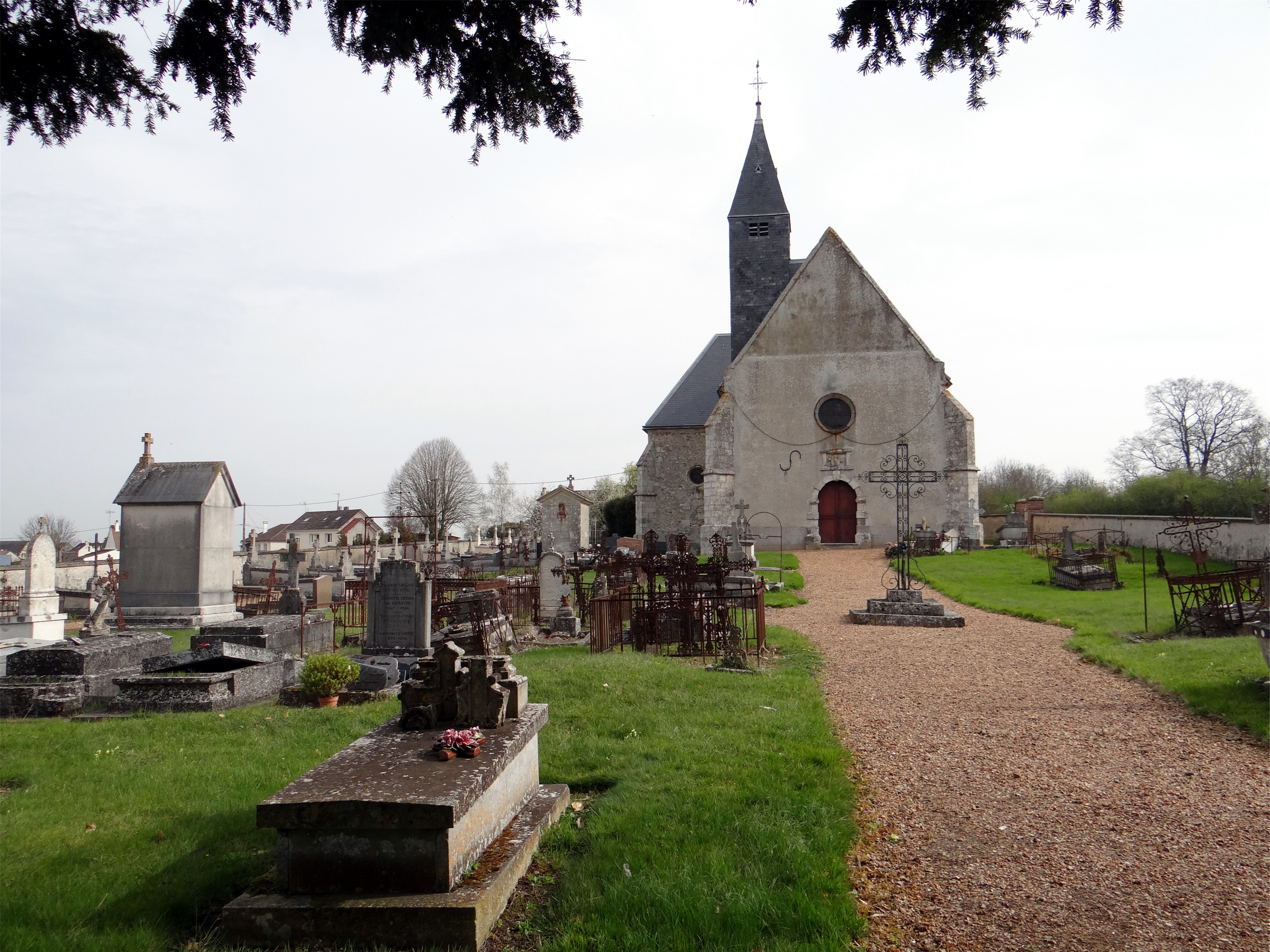
L'église vue du cimetière

Elle contient la pierre tombale de Jacques de Cochefilet. À l'origine, la dalle était placée au sol dans l'axe du chœur, mais le passage répété des fidèles a fait disparaître la tête du seigneur de Levainville. 
Elle est actuellement scellée sur un mur de la chapelle. Elle mesure 1,90 mètre de long et 0,90 mètre de large. Elle est gravée à l’effigie d’un chevalier en habit, monté sur un lion et portant le blason des Cochefilet. Ce blason est "d’argent à 2 léopards de gueules, couronnés, armés et lampassés d’or".